# Hegyi mangábé
A hegyi mangábé (Rungwecebus kipunji) a cerkóffélék családjába tartozó, Kelet-Afrikában honos, a kihalás szélén álló majomfaj. 2003-ban fedezték fel.

## Megjelenése

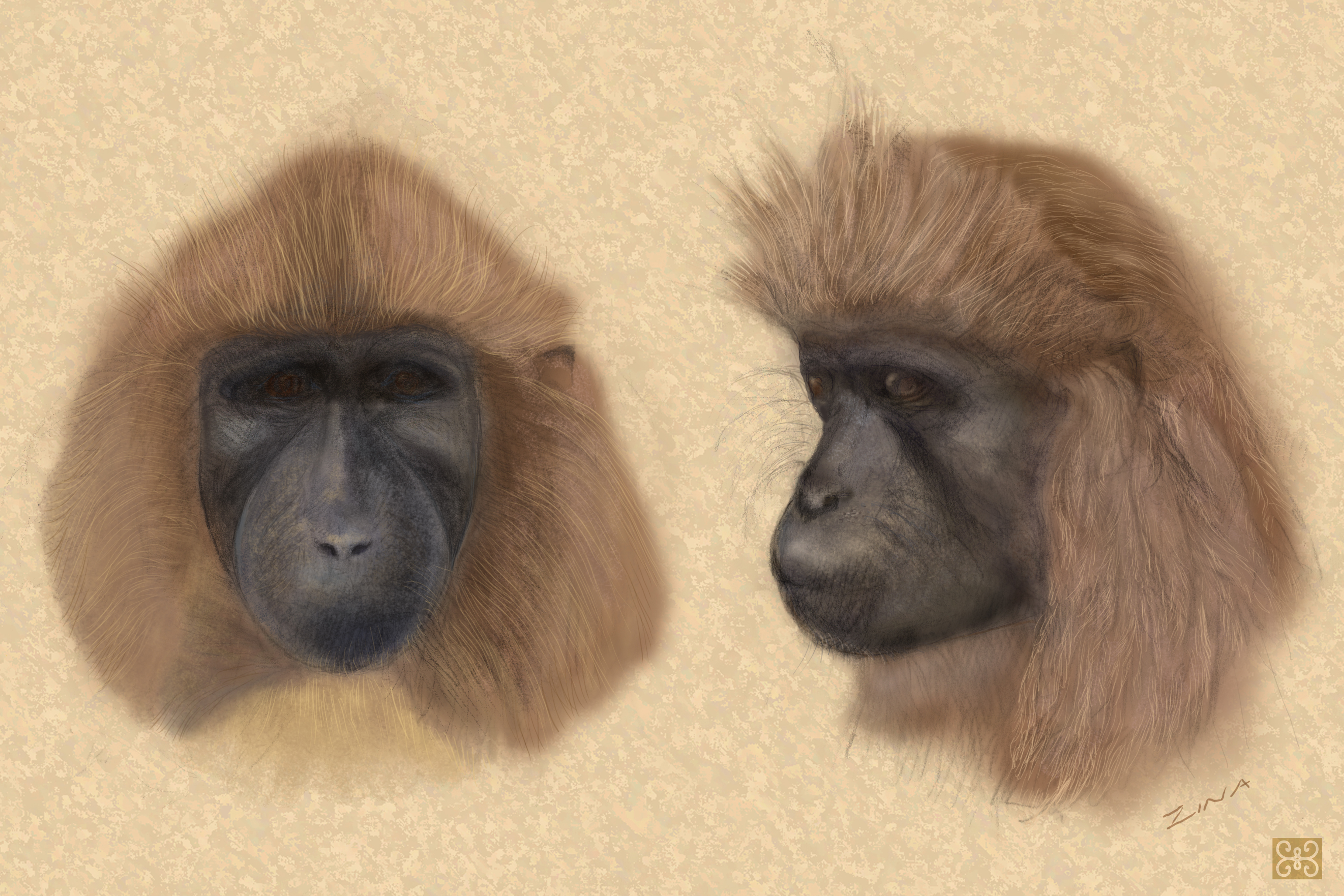
A hegyi mangábé feje

A hegyi mangábék viszonylag nagyok, testhosszukat 85–90 cm-re becsülik, a hímek testsúlya kb. 10–16 kg. Farkuk hosszabb a testüknél és általában felfelé, fordított U-alakban tartják. A hímek és nőstények színezete hasonló. Szőrzetük viszonylag hosszú, amivel talán a Rungwe-Livingstone erdő hűvös éghajlatához alkalmazkodtak. Bundájuk fakó világos- vagy közepesen barna, színű, a farkuk vége felé eső fele és a hasuk fehéres. Végtagjainak végén a szőr megsötétedik. Csupasz kéz- és lábfejük, valamint arcuk fekete. Homlokukon, illetve kétoldalt a pofáikon a szőrzet meghosszabbodott és olyan külsőt ad neki, mintha kis oroszlánsörény keretezné az arcát. Szemei barnák, szemhéjai (sok mangábétól eltérően) nem világosak, hanem arca többi részéhez hasonlóan feketék. Pofája viszonylag megnyúlt.
A hegyi mangábét 2003-ban fedezték fel Tanzániában. Először a Lophocebus nembe sorolták, de mivel mind morfológiailag, mind genetikailag sok hasonlóságot mutat a páviánokkal, végül külön nemet hoztak létre a számára, az élőhelyéről elnevezett Rungwecebus-t.

## Elterjedése
Tanzániában honos. Összesen két, egymástól 350 km-re lévő populációja ismert. Az egyik kb. 13 km²-t foglal el 1750-2450 méteres magasságban a Déli-felföld Rungwe-Livingstone erdejében, a másik az ország délnyugati részén a Ndundulu-erdő természetvédelmi terület 8 km²-én található mintegy 1300-1750 méteren.
Erdei faj, Tanzánia hegyvidékének erdeiben él. A Rungwe-Livingstone erdő felsőbb régióiban a hőmérséklet május és szeptember között akár –3 °C-ig is süllyedhet. 

## Életmódja
Nappal aktív, ideje döntő részét a fák lombjai között tölti, csak néha látogat le a talajra élelmet keresni, esetleg ha ragadozó vagy társai agressziója elől menekül. 30-36 egyedből álló csoportokban él, magányosan nem észlelték. A Ndundulu-erdőben 3, a Rungwe-Livingstone erdőben 16 csoportja ismert. A csoportok 0,24-0,99 km²-es területen belül mozognak. Igen hangos állatok, jellegzetes hívóhangjukat dudálás-ugatásnak írták le.
Mindenevők, zsenge levelekkel, hajtásokkal, virágokkal, fakéreggel, érett és éretlen gyümölcsökkel, zuzmóval, mohával, rovarokkal táplálkoznak, de a falvakból kukoricát, babot, édesburgonyát is lopnak.
A hegyi mangábé fő ellensége a koronás sas és feltehetően a leopárdok is elkapnak néhányat közülük.
Szaporodása alig ismert. Megfigyelték, hogy sok más óvilági majomhoz hasonlóan az ovuláló nőstény ivarszervének környéke megduzzad. A rokon fajok nőstényei kb. hat hónapig vemhesek és egy utódot hoznak a világra.
Élettartama nem ismert, a rokon fajok 20-45 évig élnek. 

## Környezetvédelmi helyzete
A hegyi mangábé a Természetvédelmi Világszövetség Vörös listáján súlyosan veszélyeztetett státusszal szerepel. A Rungwe-Livingstone erdő erősen degradálódott és fragmentált; jelentős az illegális fakitermelés, vadászat és szénégetés. A helyi lakosság a húsukért és a termények megdézsmálása miatt vadászik a majmokra. A Ndundulu-erdő jó állapotban van, a mangábék azonban ismeretlen okból nem szaporodtak el. 2007-ben a faj teljes létszámát 1117 egyedre becsülték. Szerepel a washingtoni egyezmény II. függelékében, vagyis kereskedelme korlátozott.